# Pastéis de nata

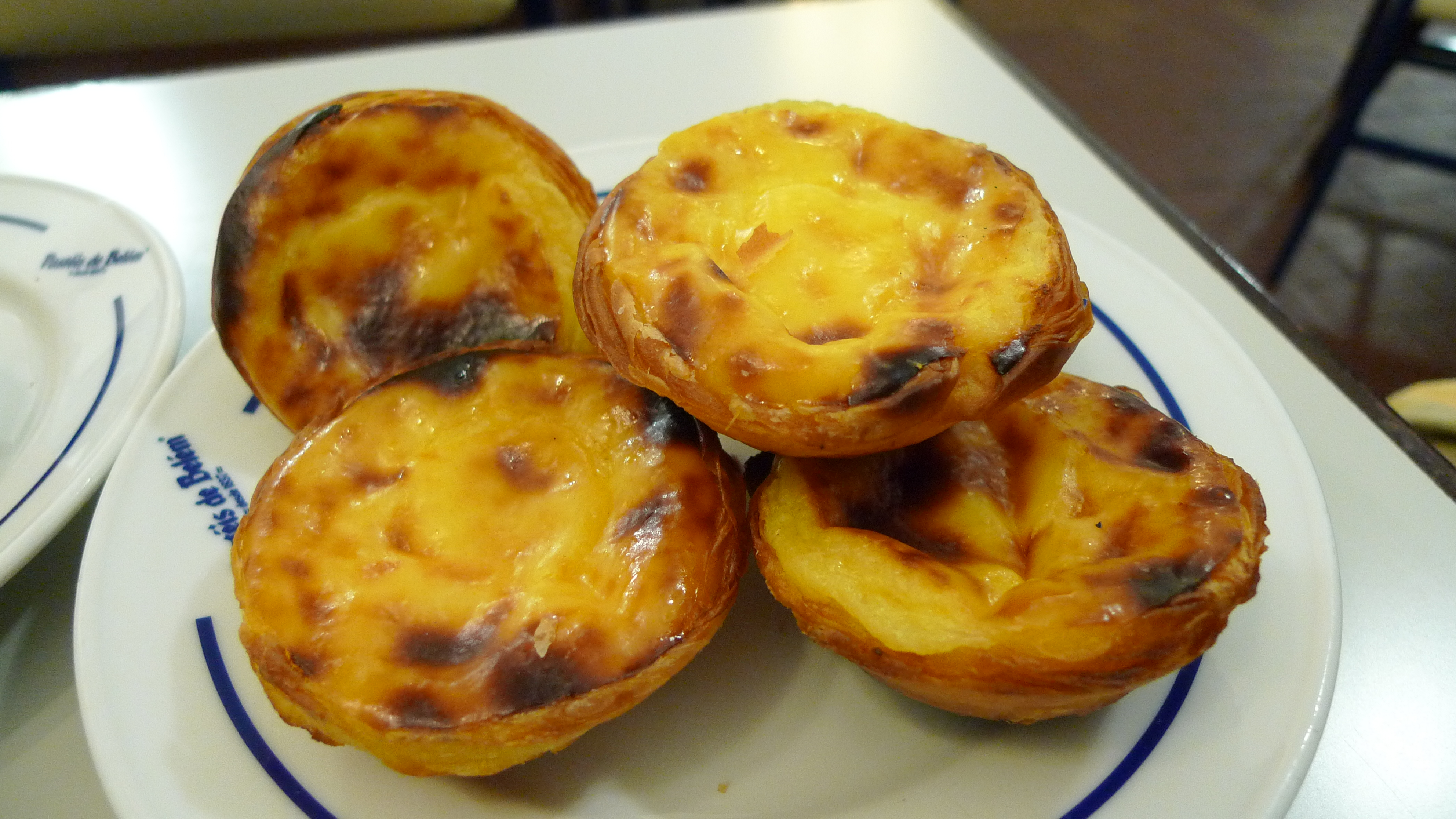
Pastéis de nata z Belem

Pastéis de nata – babeczki budyniowe z ciasta francuskiego charakterystyczne dla kuchni portugalskiej, wywodzące się z lizbońskiego klasztoru hieronimitów w Belém. Zakonnicy używali pierwotnie białek z kurzych jaj do krochmalenia habitów, a z niepotrzebnych żółtek zaczęto produkować babeczki i działalność ta stała się z czasem ważnym źródłem dochodów klasztoru. Po likwidacji klasztoru w 1834 r. przepis sprzedano rodzinie, która sprzedaje je pod zastrzeżoną nazwą pastéis de Belem w piekarni sąsiadującej z klasztorem.